# Gnomidolon suturale
Gnomidolon suturale är en skalbaggsart som först beskrevs av White 1855. Gnomidolon suturale ingår i släktet Gnomidolon och familjen långhorningar.
Artens utbredningsområde är:
- Panama.
- Venezuela.

Inga underarter finns listade i Catalogue of Life.